# Robb Kulin
Robb Michael Kulin (Anchorage, 7 de dezembro de 1983) é um ex-candidato a astronauta da NASA da turma de 2017. Ele demitiu-se de forma efetiva da NASA no dia 31 de agosto de 2018, antes de completar seu treino.

## Pessoal, educação e carreira
Robb Kulin nasceu e cresceu em Anchorage, Alasca.
Ele estudou engenharia na Universidade de Denver, formando-se em Engenharia mecânica. Ele conseguiu um Mestrado em Ciência dos materiais e um Doutorado em Engenharia, ambos na Universidade da Califórnia em San Diego. Seus estudos de Doutorado são focados na dinâmica da fratura óssea.
Ele trabalhou como pescador profissional em Chignik, Alasca, e previamente foi um perfurador de gelo na Antártida no Manto de gelo da Antártida Ocidental e na Geleira de Taylor.
Na época de sua seleção como candidato a astronauta em junho de 2017, Kulin era gerente sênior de confiabilidade de voo na SpaceX, liderando o grupo de Launch Chief Engineering em Hawthorne, Califórnia, onde ele havia trabalhado desde 2011.